# Л. Рон Хъбард
Лафайет Роналд Хъбард (на английски: Lafayette Ronald Hubbard, също и Хабърд) е основател на сциентологията и дианетиката. Известен е също така и като американски писател фантаст.

## Живот
Той е роден в малкия град Тилдън в щат Небраска. Хъбард е завършил университета „Джордж Вашингтон“, Принстънския университет и университета „Секвоя“. След като излиза неговият първи разказ „Отрицателно измерение“ (1938), той продължава да пише през следващите 10 години. Писал е както в жанра фентъзи, така и в жанра научна фантастика.

## Творчество
Най-известният от неговите ранни романи е „Последното затъмнение“ (1948). Негови са също романите „Роби на страха“ и „Повелители на съня“, които са произведения от жанра фентъзи и са на тема Арабски свят. Той пише романа на ужасите „Страх“ през 1957. След това той пише много романи в стил „космическа опера“. Неговите най-известни романи са „Бойно поле земя“ и „Мисия земя“.

### Самостоятелни романи
- Under the Black Ensign (1935)
- Buckskin Brigades (1937)
- SРоби на страха, laves of Sleep (1939)
- Final Blackout (1940)
Бойно поле Европа, изд. Бард, София (1998), прев. Георги Стоянов
- Indigestible Triton (1940)
- The End Is Not Yet (1947) – сериен роман
- Death's Deputy (1948)
- Повелители на съня, The Masters of Sleep (1948)
- To the Stars (1950)
Към звездите, изд. ИК „Ню Юнивърс“, София (2005), прев. Анна Янева
- Fear (1951)
Страх, изд. Издателска къща „Вузев“, София (1992), прев. Владимир Зарков
- Typewriter in the Sky (1951)
- Return to Tomorrow (1954) – издаден и като To the Stars
- The Ultimate Adventure (1970)
- Seven Steps to the Arbiter (1975)
- Battlefield Earth (1982)
Бойно поле Земя, изд.: „ИнфоДАР“, София (2001), прев. Ангел Игов
- The Automagic Horse (1994)

### Поредица „Мисия Земя“ (Mission Earth)
1. The Invaders Plan (1985)
Планът на нашествениците, изд. Издателска къща „Вузев“, София (1995), прев. Владимир Зарков
2. Black Genesis (1986)
Черно сътворение, изд. Издателска къща „Вузев“, София (1995), прев. Снежана Данева
3. The Enemy Within (1986)
Врагът отвътре, изд. Издателска къща „Вузев“, София (1995), прев. Снежана Данева
4. An Alien Affair (1986)
Извънземна връзка, изд. Издателска къща „Вузев“, София (1995), прев. Владимир Зарков
5. Fortune of Fear (1986)
Зловеща сполука, изд. Издателска къща „Вузев“, София (1996), прев. Владимир Зарков
6. Death Quest (1986)
В преследване на смъртта, изд. Издателска къща „Вузев“, София (1996), прев. Мария Думбалакова, съдържа и „За автора“
7. Voyage of Vengeance (1986)
Път към възмездието, изд. Издателска къща „Вузев“, София (1996), прев. Мария Думбалакова
8. Disaster (1986)
Катастрофа, изд. Издателска къща „Вузев“, София (1996), прев. Владимир Зарков
9. Villainy Victorious (1986)
Победа на злото, изд. Издателска къща „Вузев“, София (1997), прев. Мария Думбалакова
10. The Doomed Planet (1986)
Обречена планета, изд. Издателска къща „Вузев“, София (1998), прев. Мария Думбалакова

### Сборници
- The Kingslayer (1949)
- Triton and Battle of Wizards (1949)
- Ole Doc Methuselah (1970)
Воини на светлината, изд. Бард, София (1997), прев. Валери Русинов
- Lives You Wished to Lead But Never Dared (1978)
- The Professor Was a Thief (2008)

### Други
- Dianetics; The evolution of a science (1950)
Дианетика: Еволюцията на една наука, изд.: БАН, София (1994), прев. Недялка Чакалова
- Self Analysis (1951)
Самоанализа: Прост самоучител с тестове и техники, основани върху откритията, съдържащи се в дианектиката, изд.: Перо, София (1992), прев. Александър Владимиров
- Компоненти на разбирането, изд. ИК „Ню Юнивърс“, София (2003)
- Как да разрешаваме конфликти, изд. ИК „Ню Юнивърс“, София (2003)